# Фітодизайн
Фітодиза́йн (від дав.-гр. φυτόν — рослина і англ. design — проектувати, конструювати) — вчення про використання рослин чи їх моделей для поліпшення середовища існування людини в штучних системах.
Фітодизайном також називають практику створення рослинних композицій для оформлення інтер'єрів, практику озеленення приміщень і створення зимових садів.

## Завдання фітодизайну
Академік А. М. Гродзинський (1983) виділяє шість основних завдань фітодизайну:
1. Естетико-психічний вплив рослин на людину за допомогою краси форми і кольору.
2. Поліпшення повітряного середовища проживання людини (тонізуючі, заспокійливі запахи).
3. Знезараження, оздоровлення навколишнього середовища, в основному за рахунок летючих фітонцидів.
4. Очищення повітря від газів, пилу, диму, зниження шуму рослинами та інші.
5. Біоіндикація, тобто використання рослин як живих індикаторів забруднення повітря, ґрунту та води.
6. Вивчення стану самих рослин в інтер'єрах з метою підбору найбільш ефективних і добре зростаючих видів.

## Освіта з дизайну в Україні
- Факультет графічного дизайну Національної академії образотворчого мистецтва і архітектури
- Київський національний університет технологій та дизайну
- Київський державний інститут декоративно-прикладного мистецтва і дизайну імені Михайла Бойчука
- Інститут дизайну і реклами Київського національного університету культури і мистецтв
- Київське вище професійне училище будівництва та дизайну
- Київський коледж будівництва, архітектури та дизайну
- Інститут дизайну і ландшафтного мистецтва Національної академії керівних кадрів культури і мистецтв  [Архівовано 29 січня 2013 у Wayback Machine.]